# Braziliaanse tinamoe
De Braziliaanse tinamoe (Crypturellus strigulosus) is een vogel uit de familie tinamoes (Tinamidae). De wetenschappelijke naam van de soort is voor het eerst geldig gepubliceerd in 1815 door Temminck.

## Beschrijving
De Braziliaanse tinamoe wordt ongeveer 28 cm groot. De rug is roodbruin, de borst grijs, de buik wit en de poten zijn bruin. Het vrouwtje is soms zwart gestreept.

## Voedsel
De Braziliaanse tinamoe eet vooral vruchten van de grond of van lage struiken, maar ook bloemen, bladeren, zaden, wortels en ongewervelden.

## Voortplanting
Het mannetje paart met ongeveer vier vrouwtjes, die de eieren in een nest in dicht struikgewas leggen. Daarna broedt het mannetje de eieren uit en voedt de jongen op. Na 2-3 weken zijn de jongen volwassen.

## Voorkomen
De soort komt voor van het oosten van Peru en het noordwesten van Bolivia tot het oosten van het Braziliaanse Amazonegebied.

## Beschermingsstatus
Op de Rode Lijst van de IUCN heeft de soort de status niet bedreigd.